# Бутурлин, Фёдор Васильевич

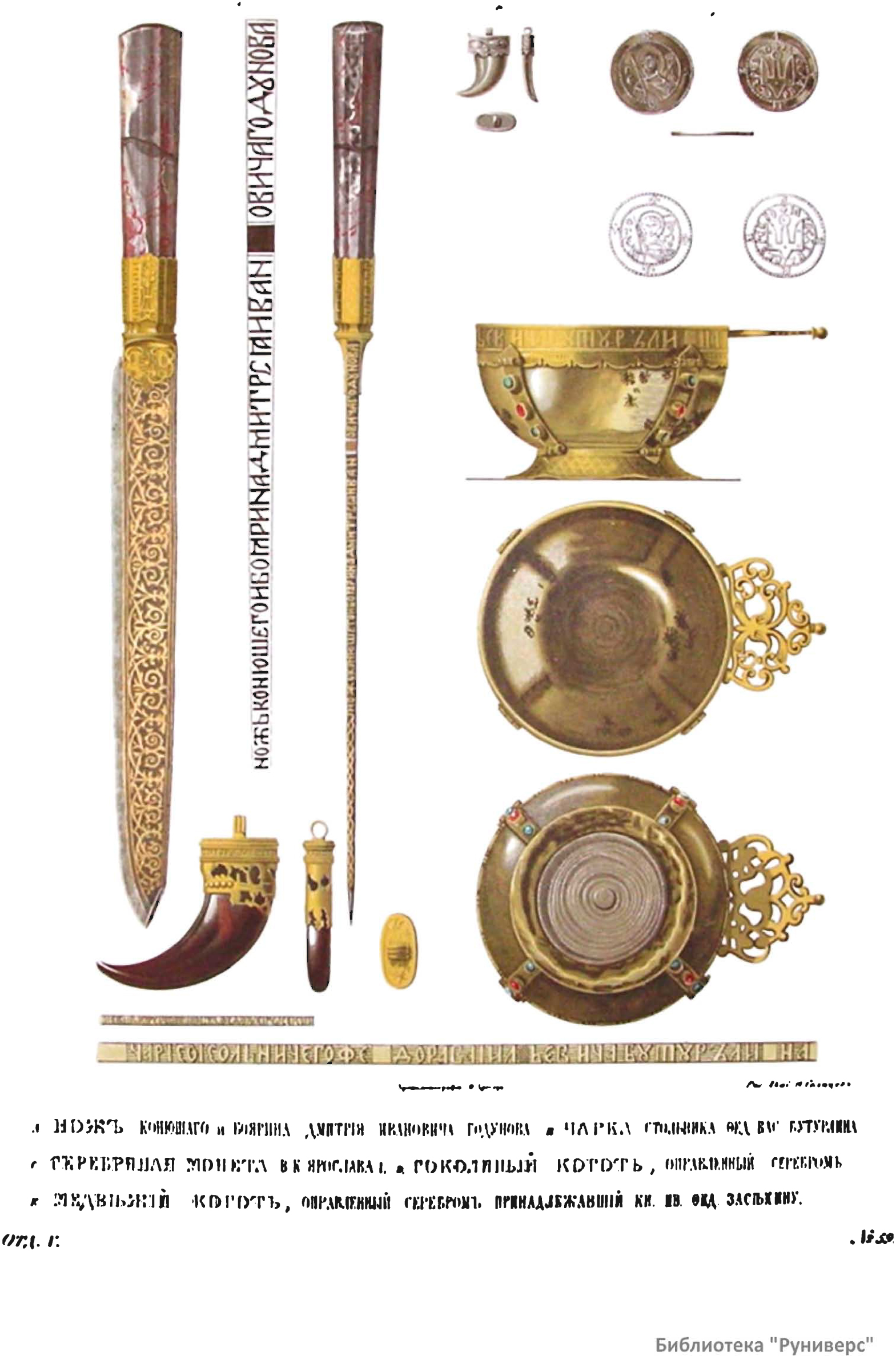
Чарка сокольничего О. В. Бутурлина

Фёдор Васильевич Бутурлин (ум. 4 (14) января 1673) — русский военный и государственный деятель, дворянин московский, стольник, окольничий и воевода, старший сын Василия Матвеевича Бутурлина.

## Биография
В 1608 году Фёдор Васильевич Бутурлин присутствовал на свадьбе царя Василия Ивановича Шуйского с княжной Марией Петровной Буйносовой-Ростовской. В 1617 году, во время Русско-польской войны (1609—1618 участвовал в походе против поляков и был отправлен от главных воевод к царю с сообщением об успешных действиях. В награду получил от царя Михаила Фёдоровича серебряный ковш, сорок соболей и кармазинскую камку.
В 1627 году Фёдор Васильевич Бутурлин был назначен воеводой в Ливны, где в следующем 1628 году отбил атаки крымских татар. Ливенский воевода Ф. В. Бутурлин послал ратных людей, которые разбили противника "на речке на Фошне, меж Ливен и Курска, и изгнали татар из московских владений. В награду Ф. Бутурлину были пожалованы: кубок, соболья шуба в 76 рублей и придача к окладу.
В 1633 году во время русско-польской войны Фёдор Васильевич Бутурлин действовал в Северской земле, возглавил успешный поход на Миргород, затем был направлен под Смоленск, на помощь главной русской армии под командованием боярина Михаила Борисовича Шеина.
В 1637 году Ф. В. Бутурлин был воеводой в Торопце, а в 1638 году ему было поручено осмотреть засеки на южной границе Русского царства и описать Оку от Серпухова до Рязани. Затем Фёдор Бутурлин был назначен на воеводство в Крапивну, а оттуда переведен в Одоев.
24 марта (3 апреля) 1639 года Ф. В. Бутурлин был назначен вторым воеводой в Казань. 10 (20) января 1642 года был назначен на воеводство во Мценск. В 1643-1646 года Фёдор Васильевич Бутурлин был вторым судьей в приказе новой чети. 1 (11) марта 1646 года его отправили на воеводство в Венев, где он пробыл до 5 октября.
В 1648 году Фёдор Васильевич Бутурлин присутствовал на свадьбе царя Алексея Михайловича с Марией Ильиничной Милославской. 8 (18) сентября 1649 года был пожалован в окольничие. В 1650-1652 годах находился на воеводстве в Двинской земле. В 1653 году Ф. В. Бутурлин был назначен воеводой в Яблонов, а в следующем 1654 году был переведен на воеводство в Путивль.
30 ноября (10 декабря) 1654 года Фёдор Васильевич Бутурлин вместе с боярином Василием Борисовичем Шереметевым был поставлен во главе русского войска, отправленного на помощь украинскому гетману Богдану Хмельницкому. Под Белой Церковью русско-казацкие войска успешно отразили атаки поляков и крымских татар.
16 (26) марта 1655 года воевода Фёдор Васильевич Бутурлин был отозван в Москву, где 29 апреля (9 мая) получил в награду за свою службу от царя атласную шубу, кубок и придачу к окладу. В 1656 году во время похода царя Алексея Михайловича на Ригу окольничий Ф. В. Бутурлин был оставлен третьим «Москву ведать».
19 (29) апреля 1657 года по царскому указу окольничий Фёдор Васильевич Бутурлин был отправлен из Москвы в Чигирин к Богдану Хмельницкому с важным дипломатическим поручением. Фёдор Бутурлин должен был убедить украинского гетмана прекратить переговоры со Швецией, Трансильванией, Молдавией и Валахией, начатые Б. Хмельницким из-за боязни, что царь передаст Малороссию Речи Посполитой. Фёдору Бутурлину было поручено уладить неудовольствия, возникшие между Богданом Хмельницким и московским правительством из-за несогласованности действий во время войны с Речью Посполитой. Окольничий Фёдор Бутурлин застал Богдана Хмельницкого уже при смерти, однако успел успокоить его относительно намерений царя Алексея Михайловича, узнал о положении на Украине и в августе вернулся в Москву.
19 (29) августа 1657 года Фёдор Васильевич Бутурлин был отправлен на воеводство в Казань, где пробыл два года. В июне 1660 года Ф. В. Бутурлин был назначен воеводой в Венев, откуда 17 (27) января 1661 года был вызван в Москву, где в течение года находился на придворной службе. В мае 1662 года Фёдор Васильевич Бутурлин был назначен воеводой в Путивль, где находился до начала 1665 года.
В январе 1673 года окольничий Фёдор Васильевич Бутурлин скончался, оставив после себя сына Ивана.